# Серра-да-Кантарейра
Серра-да-Кантарейра (порт. Serra da Cantareira) — гірський хребет в Бразилії, розташований на північ від міста Сан-Паулу, цілком в межах штату Сан-Паулу. В хребті знаходиться гора Піку-ду-Жарагуа, найвища вершина штату.
| Бразилія | Це незавершена стаття з географії Бразилії. Ви можете допомогти проєкту, виправивши або дописавши її. |